# Chortinaspis biloba
Chortinaspis biloba är en insektsart som först beskrevs av William Miles Maskell 1898.  Chortinaspis biloba ingår i släktet Chortinaspis och familjen pansarsköldlöss. Inga underarter finns listade i Catalogue of Life.